# Gisundbrua
Gisundbrua (Die Gisundbrücke) ist eine als Auslegerbrücke gebaute Straßenbrücke im norwegischen Fylke (Provinz) Troms.
Die Brücke wurde am 23. Juni 1972 eingeweiht. Sie trägt die Provinzstraße Fv86 von Finnsnes auf dem Festland über den Gisund nach Silsand auf der Insel Senja und verbindet somit Senja, die zweitgrößte Insel Norwegens, mit dem Festland. Sie ist 1147 m lang und hat 25 Bögen; der Hauptbogen mit der Schiffsdurchfahrt ist 142,5 Meter breit und hat eine Lichte Höhe von 41 Meter.